# Бирюляев, Фёдор Васильевич
Бирюляев Фёдор Васильевич (21 мая 1931, д. Маршанка Каргатского района Новосибирской области — 6 мая 1988, Новосибирск) — рабочий-строитель, мастер треста «Сибакадемстрой», специалист крупнопанельного домостроения.

## Биография
Родился в крестьянской семье, в деревне Маршанка.
С 1949 года работал лесником в Михайловском лесхозе. С 1952 по 1954 год служил в Советской Армии. С 1954 по 1958 год работал плотником в городе Каменск Ростовской области.
С 1958 года работал в Управлении строительства «Сибакадемстрой», бригадир комплексной бригады СМУ № 1. Бригада Ф. В. Бирюляева построила в Новосибирском Академгородке более 80 жилых домов (микрорайон Щ), 10 дошкольных детских учреждений, Институт математики Сибирского отделения АН СССР, базу Управления рабочего снабжения. Бирюляев ввёл бригадный подряд, занимался наставничеством молодежи. Бригада дважды завоёвывала звание «Лучшая бригада по профессии Министерства».
Активно участвовал в партийной и профсоюзной работе в Новосибирске.
С 1987 года на пенсии.
Похоронен на Южном (Чербузинском) кладбище в Новосибирске.

## Награды
- Герой Социалистического Труда (Указ Президиума Верховного Совета СССР от 29 апреля 1967 года) за большие заслуги и достижение высоких технико-экономических показателей в строительстве Новосибирского научного центра Сибирского отделения АН СССР.
- Заслуженный строитель РСФСР.
- Награждён орденом Ленина (29.04.1967), медалями «За доблестный труд. В ознаменование 100-летия со дня рождения В. И. Ленина», «Ветеран труда».